# Cymatona tomlini
Cymatona tomlini là một loài ốc biển, là động vật thân mềm chân bụng sống ở biển trong họ Ranellidae, họ ốc tù và.